# Einar Rousthøj
Carl Christian Frederik Einar Rousthøj (5. marts 1869 i Stenderup ved Horsens – 5. december 1929) var en dansk forfatter, maler og cand.jur.
Han er mest kendt for romanen Hotel Paradis der i 1917 og 1931 blev filmatiseret på både dansk og svensk.

## Priser
- Drachmannlegatet. 1925